# Stanley Cohen
Stanley Cohen, född 17 november 1922 i Brooklyn i New York, död 5 februari 2020 i Nashville, Tennessee, var en amerikansk biokemist som tilldelades Nobelpriset i fysiologi eller medicin tillsammans med Rita Levi-Montalcini 1986 för deras upptäckter av tillväxtfaktorer så som EGF epidermal growth factor och NGF nerve growth factor.

## Biografi
Cohen var son till Fannie (född Feitel) och Louis Cohen, skräddare. Hans föräldrar var judiska invandrare. Cohen tog sin kandidatexamen 1943 vid Brooklyn College, med dubbelexamen i kemi och biologi. Efter att ha arbetat som bakteriolog på en mjölkbearbetningsanläggning för att tjäna pengar, kunde han ta sin masterexamen i zoologi vid Oberlin College 1945. Han tog doktorsexamen vid institutionen för biokemi på en avhandling om metabolismen hos daggmaskar vid University of Michigan 1948.

### Vetenskaplig karriär
Cohens första akademiska anställning var vid University of Colorado där han studerade metabolismen hos för tidigt födda barn. År 1952 flyttade han till Washington University i St. Louis där han först arbetade vid institutionen för radiologi och lärde sig isotopmetodik och sedan vid institutionen för zoologi. I samarbete med Rita Levi-Montalcini isolerade han nervtillväxtfaktorn. Han isolerade senare ett protein som kunde påskynda framtänders utbrott och ögonlocks öppning hos nyfödda möss, som gavs benämningen epidermal tillväxtfaktor. Han fortsatte forskning på cellulära tillväxtfaktorer efter att 1959 ha börjat arbeta på fakulteten vid Vanderbilt University School of Medicine. Han avgick med pension 1999.

## Utmärkelser och eftermäle
Cohen mottog
- Wolfpriset i medicin tillsammans med Barbara McClintock 1981,
- Louisa Gross Horwitz-priset från Columbia University (tillsammans med Rita Levi-Montalcini) 1983,
- Nobelpriset i fysiologi eller medicin 1986 för isolering av nervtillväxtfaktor och upptäckten av epidermal tillväxtfaktor
- the National Medal of Science 1986.
- Albert Lasker Basic Medical Research Award 1986.[22][23][24][25]

Hans forskning på cellulära tillväxtfaktorer har visat sig grundläggande för att förstå utvecklingen av cancer och utvecklingen av läkemedel mot cancer.
Scopus h-index = 107.